# Chalcis lasia
Chalcis lasia är en stekelart som beskrevs av Burks 1940. Chalcis lasia ingår i släktet Chalcis och familjen bredlårsteklar. Inga underarter finns listade i Catalogue of Life.